# Пылезащитное устройство
Пылезащитное устройство очищает воздух, поступающий в газотурбинные двигатели вертолёта, от песка, пыли и иных мелких предметов вблизи поверхности земли для предотвращения абразивного износа проточной части. Устанавливается перед воздухозаборником двигателя.
При работе вертолёта в непосредственной близости от поверхности земли (особенно при отсутствии твердого или асфальто-бетонного покрытия), в результате отбрасывания к земле воздушных потоков несущим винтом создаётся большой риск попадания частиц пыли с поверхности в воздухозаборник. Данная проблема была решена авиаконструкторами разработкой и установкой ПЗУ практически на все газотурбинные двигатели вертолётов.
Для газотурбинных двигателей вертолёта применяются ПЗУ инерционного типа.
Инерционные ПЗУ так же делятся на несколько типов с разными принципами работы и долей эффективности.
Мультициклонное ПЗУ обеспечивает 98 % эффективности в плане очистки поступающего в двигатель воздуха. Но из-за относительно больших габаритных размеров и массы оно редко используется.
У Моноциклонного ПЗУ этот показатель немного ниже (75-85 %), но и масса с размерами ниже относительно мультициклонного ПЗУ, поэтому данный тип используется в большинстве случаев.